# Zofia Romanowiczowa

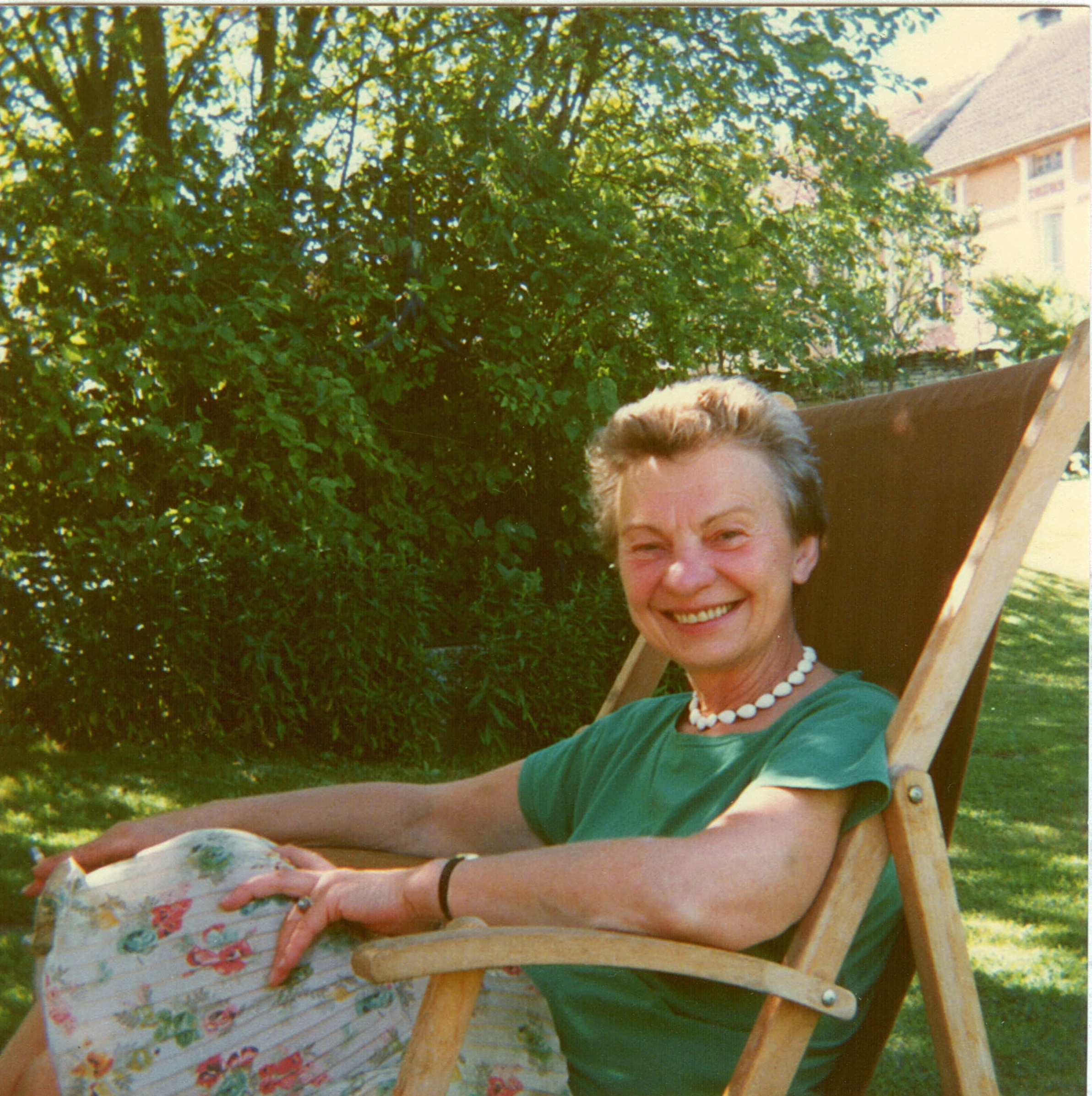
Zofia Romanowiczowa (1987)

Zofia Romanowiczowa (geboren als Zofia Górska, * 1922 in Radom, Polen; † 2010 in Lailly-en-Val, Frankreich) war eine polnische Dichterin und Übersetzerin der Zeit des Zweiten Weltkriegs sowie Ravensbrück-Überlebende.

## Leben
Romanowiczowa war die Tochter von Zygmunt Górski, der 1941 im KZ Auschwitz ermordet wurde. Romanowiczowa veröffentlichte ihre ersten Gedichte bereits als Schülerin in Radom. Nach dem deutschen Überfall auf Polen ging sie in den Untergrund und trat dem Bund des bewaffneten Kampfes bei, wurde jedoch 1941 von der Gestapo verhaftet und zunächst in Kielce und Pińczów interniert. 1942 kam sie ins KZ Ravensbrück sowie in dessen Außenlager Neu Rohlau bei Karlsbad. Nach der Befreiung des Lagers ging sie zunächst nach Italien, wo sie mit Melchior Wańkowicz zusammenarbeitete und ihr Abitur nachholte. Danach studierte sie Romanistik in Paris. In Paris heiratete sie den Verleger Kazimierz Romanowicz. Zusammen mit ihrem Ehemann betrieb sie einen polnischsprachigen Verlag in Paris. Ab 1946 veröffentlichte sie Lyrik in Italien sowie bei Wiadomości in London und Kultura in Paris. Nach 1956 veröffentlichte sie auch Lyrik in der Volksrepublik Polen in der Nowa Kultura und im Tygodnik Powszechny. 1961 veröffentlichte der Verband der Kämpfer für Freiheit und Demokratie ihre Lyrik aus dem KZ Ravensbrück in einem Sammelband. 1975 unterschrieb sie den Brief der 59 als Protest der geplanten Verfassungsreform in Polen. 1989 trat sie dem Verein der Polnischen Schriftsteller bei. Sie war die Mutter von Barbara Romanowicz. Nach ihrem Tod wurde sie in Jours beigesetzt.